# فك الترميز (السيميائية)
فك التشفير في السيميائيه، هو عملية تفسر رسالة مرسلة من المرسل إليه، تسمى العملية التكميلية - إنشاء رسالة للإرسال إلى المرسل إليه - الترميز.

## نقاش
تعتمد كل الاتصالات على استخدام الرموز. وعندما يتم استلام الرسالة، يكون المرسل إليه غير سلبي، ولكن فك الترميز يكون أكثر من مجرد التعرف على محتوى الرسالة. بمرور الوقت، يطور كل فرد في الجمهور إطار معرفي من المدونات سيتذكر المعنى التكراري ويقترح معاني تكرارية محتملة لكل رمز. ولكن المعنى الفعلي لكل رسالة هو الاعتماد على السياق: فالعلاقات المقننة بين الدلالات في السياق الخاص يجب تفسيرها وفقاً للرموز المتآزرية، الدلالية والاجتماعية حتى يتم إرجاع المعنى الأنسب (بالنسبة لاستخدامات وضع العلامات بالرجوع إلى القواعد الوطنية
على الرغم من أن المرسل إليه قد يكون لديه نية محددة بوضوح شديد عند الترميز وترغب في التلاعب بالجمهور لقبول المعنى المفضل ، والواقع ليس هو حقيقة الحتمية النصصية. وما يتم فك تشفيره لا يتبع حتماً من تفسير الرسالة. ولا يجد المرسل إليه في كثير من الأحيان مستويات مختلفة من المعنى. وقد وصف أومبرتو إيكو هذا عدم التوافق بين المعنى المقصود ويفسر معنى شاذ. وقد ينتج هذا الفشل الواضح في الاتصال عن استخدام الأطراف لرموز مختلفة لأنها من طبقة اجتماعية مختلفة أو لأنها تختلف في التدريب أو القدرة، لأنها تختلف في وجهات النظر أو الإيديولوجيات العالمية، أو لأنها من ثقافات مختلفة. ويقول ديفيد مورلي إن نتيجة فك الترميز سوف تتأثر بقضايا عملية، أي ما إذا:
- أن يكون للمرسل القدرة على فهم الرسالة بكاملها ؛
- كانت الرسالة ذات صلة بالمرسل إليه ؛
- يتمتع المرسل إليه بتجربة تلقي الرسالة ؛ و
- يقبل المرسل إليه أو يرفض قيم المرسل إليه.